# Antiblemma caparata
Antiblemma caparata là một loài bướm đêm trong họ Erebidae.